# Lil Louis
Lil Louis, pseudonimo di Louis Sims (Chicago, 13 maggio 1962), è un disc jockey e musicista statunitense.
Pioniere della Chicago house e inventore del genere house, Lil Louis ha pubblicato diversi singoli, considerati classici del genere, che sono apparsi ai primi posti delle classifiche dance di Billboard e che sono stati remissati da altri artisti come Laurent Garnier e Basement Jaxx. Secondo Christian Zingales, Louis avrebbe saputo "maneggiare con pari abilità e visionarietà i due lati che compongono la città di Chicago: quello dei pezzi creati per far ballare (trax) e quello legato ancora alla forma canzone e alla memoria della tradizione soul".

## Biografia
Figlio di Bobby Sims, un chitarrista blues di Chicago che ha suonato per B.B. King e Bobby Bland, Lil Louis ha esordito con diversi singoli fra cui Original Video Clash (1988), che ispirerà Aphex Twin e Mike Paradinas, e la famosa French Kiss (1989), dove il ritmo rallenta fino a sfociare in gemiti femminili fortemente allusivi. Tale traccia verrà censurata dalla BBC e citata dai Daft Punk nella loro Teachers. Grazie alla notorietà ricevuta da tale brano, Louis è stato scritturato dalla Epic per la quale ha inciso come Lil' Louis & The World l'album di debutto From the Mind of Lil Louis (1989), da lui interamente suonato e prodotto e dalle contaminazioni soul, jazz e house. Il seguente Journey with the Lonely (1992), uscito mentre l'artista si trasferiva a New York, è più canonico rispetto all'esordio e presenta influenze jazz ancora più marcate. Le pubblicazioni seguenti, fra cui Black Out (1999), dove una voce annuncia il giorno in cui le luci di tutto il mondo si spegneranno, hanno ricevuto scarsa attenzione e pochi riscontri di vendite. Il 24 gennaio 2015 è divenuto sordo all'orecchio sinistro a causa di uno sparo di aria compressa proveniente da una macchina del fumo durante un soundcheck a Manchester. Nel mese di novembre del 2017 ha annunciato di voler pubblicare sei nuovi album in studio, cosa che però non fece.

## Discografia

### Album in studio
- 1989 – From the Mind of Lil Louis
- 1991 – Journey with the Lonely

### Singoli
- 1987 – Frequency/How I Feel
- 1988 – The Original Video Clash/Music Takes U Away
- 1988 – 7 Days of Peace / War Games
- 1989 – French Kiss
- 1990 – I Called U (But You Weren't There)
- 1990 – Nyce & Slo
- 1992 – Club Lonely (con Joi Cardwell)
- 1992 – Saved My Life (con Joi Cardwell)
- 1997 – Clap Your Hands
- 1989 – Black Out
- 2000 – How's Your Evening So Far? (con Josh Wink)
- 2001 – Blackout (con gli Hydrogen Rockers)